# Tōsandō

Les provinces du Tosandō.

Le Tōsandō (東山道), littéralement « voie des montagnes de l'est », est une ancienne région géographique japonaise située le long des montagnes centrales du nord de Honshu. Il est l'un des sept dō du système gokishichidō.
Ce terme renvoie à la fois à une région et à une série de routes qui reliaient les capitales (国府, kokufu) de chacune des provinces qui composent la région.
La région du Tōsandō comprend huit anciennes provinces.
- Province d'Ōmi
- Province de Mino
- Province de Hida
- Province de Shinano
- Province de Kōzuke
- Province de Shimotsuke
- Province de Mutsu[3].
- Province de Dewa

Après 711, le Tōsandō inclut la province de Musashi.

## Source
- Nussbaum, Louis-Frédéric and Käthe Roth. (2005). Japan encyclopedia. Cambridge: Harvard University Press.  (ISBN 0-674-01753-6 et 978-0-674-01753-5); OCLC 58053128
- Titsingh, Isaac. (1834). Annales des empereurs du Japon (Nihon ōdai ichiran). Paris: Royal Asiatic Society, Oriental Translation Fund of Great Britain and Ireland. OCLC 5850691

## Référence
- (en) Cet article est partiellement ou en totalité issu de l’article de Wikipédia en anglais intitulé « Tōsandō » (voir la liste des auteurs).

1. ↑  Titsingh, Isaac. (1834). Annales des empereurs du japon, p. 57. sur Google Livres
2. ↑  Titsingh, p.57 n1. sur Google Livres
3. ↑  Après 718, Mutsu est subdivisé pour inclure la province d'Iwaki (718) et la province d'Iwase.
4. ↑  Nussbaum, Louis-Frédéric. (2005). "Tōsandō" in Japan Encyclopedia, p. 988 sur Google Livres.